# Comité régional d’action viticole
Comité régional d’action viticole (CRAV, Regionalny Komitet Akcji Winiarskiej) – francuska radykalna grupa zrzeszająca winiarzy, aktywna głównie w południowym regionie Langwedocja-Roussillon, najbardziej dotkniętego przez globalizację rynku wina i jego nadmierną produkcję. Przyznała się do licznych ataków na przedsiębiorstwa sprzedające importowane wina, włącznie z podłożeniem bomby w sklepie spożywczym, winiarni, dwóch biurach ministerstwa rolnictwa, porwaniem cysterny i zniszczeniem dużych ilości niefrancuskiego wina.
Żądania CRAV zazwyczaj były niemożliwe do spełnienia w świetle francuskiego i europejskiego prawa, gdyż oznaczałyby zaburzenie działania rynku i wspólnej polityki rolnej UE. Grupa żądała zwiększenia opłat celnych na zwiększający się import hiszpańskich i włoskich win, oraz uproszczenia procedur biurokratycznych związanych z produkcją win rodzimych. CRAV za zadanie stawia również zwalczanie popytu na import win z Nowego Świata – głównie australijskich, chilijskich i amerykańskich.
17 maja 2007 grupa wypuściła do sieci film, w którym groziła rozlewem krwi w wypadku niepodjęcia przez ówczesnego prezydenta Nicolasa Sarkozy’ego działań w kierunku podniesienia ceny wina.
W 2009 roku CRAV kontynuowała swą działalność m.in. podpalając i podkładając bomby w budynkach importerów zagranicznych alkoholi.
W 2024 r., podczas ruchu rolników, CRAV zgłosiła eksplozję zaobserwowaną w pustym budynku w Carcassonne (Oksytania) w piątek 19 stycznia 2024 r.